# Курт Гавербек
Курт Гавербек (нім. Kurt Haverbeck, 22 лютого 1899 — 16 березня 1988) — німецький хокеїст на траві.
Бронзовий призер Олімпійських Ігор 1928 року.